# Variable statistique continue
 (août 2011).
Si vous disposez d'ouvrages ou d'articles de référence ou si vous connaissez des sites web de qualité traitant du thème abordé ici, merci de compléter l'article en donnant les références utiles à sa vérifiabilité et en les liant à la section « Notes et références ».
En statistique descriptive, au cours d'une enquête statistique, une variable statistique est dite continue lorsqu'elle prend un nombre très important de valeurs numériques différentes (taille, superficie, salaire…).
L'étude des variables statistiques continues est un premier pas vers l'étude des statistiques dans le domaine des mathématiques élémentaires.
Dans une enquête statistique, lorsque le caractère statistique peut prendre des valeurs multiples le caractère statistique est considéré comme continu.

## Traitement des données
Lorsque les résultats de l'enquête statistique sont trop nombreux pour que la liste triée des valeurs soit lisible, on préfère perdre de l'information et ranger les données par intervalles appelés classes. Il faut alors que, dans chaque classe, la répartition des valeurs soit régulière. Sinon, il faut affiner et prendre des classes plus petites. Il n'est pas indispensable que les classes soient de même amplitude, mais il est préférable de ne pas définir de classes de la forme « plus de... » qui empêcherait alors tout traitement ultérieur (histogramme, moyenne...). On compte alors le nombre de fois où la valeur du caractère
tombe dans l'intervalle {\displaystyle [x_{i};x_{i+1}[}, ce nombre est appelé effectif de la classe {\displaystyle [x_{i};x_{i+1}[}.
Exemple de tableau statistique à classes : Répartition des revenus annuels en milliers d'euros dans une population de 4370 personnes.
| Salaires  | entre 0 (inclus) et 8 (exclu) | entre 8 (inclus) et 12 (exclu) | entre 12 (inclus) et 16 (exclu) | entre 16 (inclus) et 20 (exclu) | entre 20 (inclus) et 30 (exclu) | entre 30 (inclus) et 40 (exclu) | entre 40 (inclus) et 60 (exclu) | Total |
| Effectifs | 306                           | 231                            | 385                             | 1180                            | 1468                            | 568                             | 232                             | 4370  |

Les effectifs ici sont trop grands pour que l'on puisse se faire une idée simple de la répartition, on préfère alors travailler en pourcentages ou fréquences et se ramener ainsi à une population de 100 pour les pourcentages ou de 1 pour les fréquences.
| Salaires   | entre 0 (inclus) et 8 (exclu) | entre 8 (inclus) et 12 (exclu) | entre 12 (inclus) et 16 (exclu) | entre 16 (inclus) et 20 (exclu) | entre 20 (inclus) et 30 (exclu) | entre 30 (inclus) et 40 (exclu) | entre 40 (inclus) et 60 (exclu) | Total |
| Fréquences | 0,07                          | 0,05                           | 0,09                            | 0,27                            | 0,34                            | 0,13                            | 0,05                            | 1     |

## Moyenne
Puisque l’on a estimé que la répartition dans chaque classe était régulière, on peut affirmer que le
milieu de la classe est représentatif de la classe. On va donc remplacer les {\displaystyle n_{i}} individus de la classe {\displaystyle [x_{i};x_{i+1}[} par {\displaystyle n_{i}} individus dont le caractère statistique prendrait la valeur
{\displaystyle m_{i}={\frac {x_{i}+x_{i+1}}{2}}}. Puis on calcule la moyenne comme dans le cadre de la variable discrète :
| Salaires                            | entre 0 (inclus) et 8 (exclus) | entre 8 (inclus) et 12 (exclus) | entre 12 (inclus) et 16 (exclus) | entre 16 (inclus) et 20 (exclus) | entre 20 (inclus) et 30 (exclus) | entre 30 (inclus) et 40 (exclus) | entre 40 (inclus) et 60 (exclus) | Total              |
| Effectifs                           | 306                            | 231                             | 385                              | 1180                             | 1468                             | 568                              | 232                              | 4370               |
| Salaire moyen de chaque classe      | 4                              | 10                              | 14                               | 18                               | 25                               | 35                               | 50                               | total des salaires |
| Total des salaires de chaque classe | 1224                           | 2310                            | 5390                             | 21240                            | 36700                            | 19880                            | 11600                            | 98344              |

Le salaire moyen parmi cet échantillon est donc de 98 344 / 4 370 = 22,5 soit environ 22 500 euros annuels.
La formule utilisée ici est :
{\displaystyle {\overline {x}}={\frac {\sum _{i=1}^{N}n_{i}m_{i}}{\sum _{i=1}^{N}n_{i}}}}
La moyenne est un des critères de position.

## Représentations graphiques

### Histogramme
- Voir article détaillé : Histogramme

Pour représenter graphiquement cette enquête statistique, le diagramme en bâtons est inapproprié. En effet, plus la classe est
grande, plus l'effectif risque d'être important. Il faut donc représenter l'effectif de chaque classe par un rectangle dont la base est
l'amplitude de la classe et dont l'aire est proportionnelle à l'effectif ou à la fréquence. Ce diagramme s'appelle un histogramme.
Exemple : si 1 % est représenté par 1 carreau unité.
| Salaires                                       | entre 0 (inclus) et 8 (exclus) | entre 8 (inclus) et 12 (exclus) | entre 12 (inclus) et 16 (exclus) | entre 16 (inclus) et 20 (exclus) | entre 20 (inclus) et 30 (exclus) | entre 30 (inclus) et 40 (exclus) | entre 40 (inclus) et 60 (exclus) |
| Fréquences                                     | 0,07                           | 0,05                            | 0,09                             | 0,27                             | 0,34                             | 0,13                             | 0,05                             |
| Amplitudes {\displaystyle a_{i}=x_{i+1}-x_{i}} | 8                              | 4                               | 4                                | 4                                | 10                               | 10                               | 20                               |
| Hauteurs {\displaystyle h_{i}=f_{i}/a_{i}}     | 0,9                            | 1,3                             | 2,2                              | 6,8                              | 3,4                              | 1,3                              | 0,3                              |

Il ne reste plus qu'à tracer l'histogramme:
Remarque : si les amplitudes des classes sont identiques, les hauteurs des rectangles sont
proportionnelles aux effectifs ou aux fréquences.

### Polygone des fréquences cumulées
Puisque la répartition dans chaque classe est supposée régulière, on peut admettre que l'accroissement des pourcentages est une fonction
linéaire. On trace alors le polygone des pourcentages cumulés croissants qui permet de lire le pourcentage de la classe {\displaystyle [x_{1};x]} pour tout x.
Au préalable, il faut remplir le tableau des pourcentages cumulés:
| {\displaystyle x_{i}}           | 0 | 8 | 12   | 16   | 20   | 30   | 40   | 60  |
| Pourcentages cumulés croissants | 0 | 7 | 12,3 | 21,1 | 48,1 | 81,7 | 94,7 | 100 |

Il ne reste plus qu'à tracer le polygone:
On peut construire de même le polygone des pourcentages cumulés décroissants.

## Variance et écart type
Les formules précédemment établies pour les variables discrètes restent valables à condition de remplacer {\displaystyle x_{i}} par {\displaystyle m_{i}} milieu de la classe {\displaystyle [x_{i};x_{i+1}[}:
- {\displaystyle V=\sum _{i=1}^{N}f_{i}(m_{i}-{\overline {x}})^{2}} où {\displaystyle f_{i}} est la fréquence, {\displaystyle m_{i}} le milieu de la classe et {\displaystyle {\overline {x}}} la moyenne.
- {\displaystyle \sigma ={\sqrt {V}}}

L'écart type est un des critères de dispersion